# Wzmacniacz gramofonowy
Wzmacniacz gramofonowy lub przedwzmacniacz gramofonowy (ang. phono preamplifier) – wzmacniacz przeznaczony do współpracy z wkładką gramofonową. Wzmacniacz gramofonowy zazwyczaj jest wbudowany we wzmacniacz elektroakustyczny, ale może też stanowić odrębne urządzenie toru elektroakustycznego, umieszczone w obudowie z własnym zasilaczem (w niektórych konstrukcjach bateryjnym). Zadaniem wzmacniacza gramofonowego jest dopasowanie charakterystyki częstotliwościowej do wymagań stawianych przez płyty gramofonowe zapisywane według tzw. „krzywej RIAA”, oraz rezystancji i czułości wejściowej do wymagań elektrycznych wkładki gramofonowej, stanowiącej w tym przypadku źródło sygnału elektroakustycznego.